# Claude Bernard

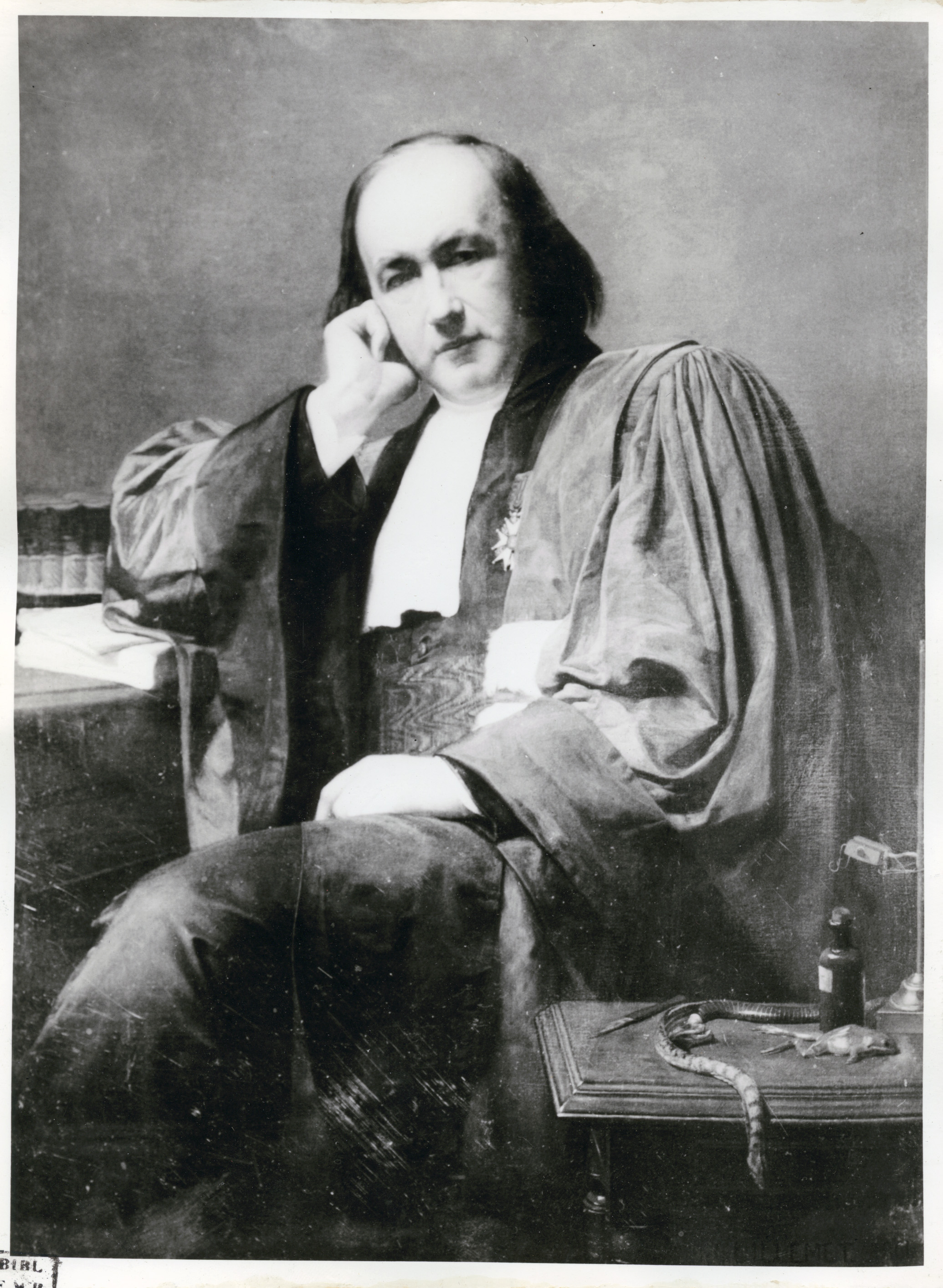
Fotografia z odznaczeniem Legii Honorowej

Claude Bernard (ur. 12 lipca 1813 w Saint-Julien koło Villefranche-sur-Saône, zm. 10 lutego 1878 w Paryżu) – francuski lekarz fizjolog zajmujący się badaniami medycznymi. Laureat Medalu Copleya.

## Życiorys
Bernard rozpoczął pracę jako praktykant w aptece, w wolnym czasie pisząc własną sztukę teatralną. Po jej wystawieniu napisał kolejną sztukę i w 1834 wyjechał do Paryża, aby skonsultować ją ze znanym krytykiem teatralnym. Ten poradził mu, aby – zamiast pisać sztuki – zajął się studiowaniem medycyny. Bernard posłuchał rady, zdał maturę i w 1843 rzeczywiście ukończył studia i rozpoczął pracę w szpitalu ze znanym fizjologiem F. Magendie. W 1847 został profesorem nadzwyczajnym, w 1855 profesorem, a wcześniej był już profesorem na nowo utworzonym Wydziale Fizjologii Uniwersytetu Paryskiego. Bernard zdawał sobie sprawę, że w medycynie brakuje zakładów eksperymentalnych i wyników, propagował eksperymenty na zwierzętach. W 1845 ożenił się z Fanny Martin, obrończynią praw zwierząt; w 1870 rozwiedli się. Po 1864 cesarz Napoleon III pozwolił mu urządzić laboratorium przy Musée National d’Historie Naturelle przy Ogrodzie Botanicznym w Paryżu. W 1868 został wybrany członkiem Akademii Francuskiej.
Wyprawiono mu pogrzeb państwowy (był pierwszym francuskim naukowcem, którego pogrzebano na koszt państwa) i pochowano na cmentarzu Père-Lachaise.

## Praca naukowa
Jego prace wykazały znaczenie homeostazy organizmu. Opisał rolę trzustki, ślinianek i wątroby w procesie trawienia, a także drogę tlenu w organizmie. Zbadał i opisał też zasady reakcji odruchowych. Opracował podstawy biochemiczne glikogenu i kurary. Był pionierem nakłuć IV komory mózgu. Prowadził badania wiwisekcyjne.
Celem Bernarda, jak sam twierdził, było ustanowienie stosowania naukowych metod w medycynie. Podejście metodologiczne Claude’a Bernarda w fizjologii miało istotny wpływ na poglądy filozofów medycyny, utożsamianych ze „starszą” polską szkołą filozofii medycyny.

### Środowisko wewnętrzne i zewnętrzne
Środowisko wewnętrzne to kluczowe pojęcie, z którym jest wiązany. Stwierdził, że niezmienność środowiska wewnętrznego jest warunkiem wolnego i samodzielnego życia, co jest do dziś zasadniczym prawem homeostazy. Zwrócił uwagę na konieczność uwzględnienia wpływu środowiska zewnętrznego.